# Baseldonkpoort
De Baseldonkpoort was een stadspoort in de vestingwerken rondom de binnenstad van 's-Hertogenbosch. De poort stond bij de kleine hekel waar tegenwoordig nog het Bastion Sint-Anthonie te vinden is.
De poort was ook bekend onder de naam Sint-Anthoniuspoort. Deze naam is verwijst naar Antoon van Bourgondië, die hier een burcht wilde bouwen. Verder dan de funderingen werd er echter niet gebouwd. De funderingen werden in 1535 gebruikt voor de bouw van de poort. De poort bood toegang tot de stad voor de inwoners van Den Dungen, Schijndel en Sint-Michielsgestel.
De poort werd flink beschadigd bij het Beleg van 's-Hertogenbosch in 1601 door Maurits van Nassau, de latere prins van Oranje. Zeventien jaar later werd de poort gesloopt en werd het Bastion Sint-Anthonie gebouwd.